# Wujiao, Jiangxi
Wujiao är en sockenhuvudort i Kina. Den ligger i provinsen Jiangxi, i den sydöstra delen av landet, omkring 120 kilometer norr om provinshuvudstaden Nanchang. Antalet invånare är 12 411. Befolkningen består av 6 493 kvinnor och 5 918 män. Barn under 15 år utgör 22,0 %, vuxna 15-64 år 68 %, och äldre över 65 år 9,0 %.
Runt Wujiao är det tätbefolkat, med 356 invånare per kvadratkilometer. Närmaste större samhälle är Ruichangshi, 10,4 km söder om Wujiao. Trakten runt Wujiao består till största delen av jordbruksmark.
Genomsnittlig årsnederbörd är 2 073 millimeter. Den regnigaste månaden är maj, med i genomsnitt 328 mm nederbörd, och den torraste är januari, med 59 mm nederbörd.